# Colin McRae Rally 3
Colin McRae Rally 3 – trzecia część serii gier wyścigowych reklamowanych nazwiskiem Colina McRae. Można się ścigać w 8 krajach na 52 OS-ach. Zmiany w przeciwieństwie do poprzedniej części dotyczą między innymi wprowadzenia realistyczniejszego modelu jazdy, uleszonej oprawy audiowizualnej i lepszej fizyki (można przejeżdżać po wstęgach). Dostępnych jest 12 samochodów rajdowych i kilka bonusowych (tylko w trybie odcinków).
CMR 3 była najbardziej realistyczną częścią cyklu, głównie dzięki trybowi mistrzostw dokładnie zrealizowanemu na motywach mistrzostw WRC oraz wysokiej jakości modelowi jazdy. W polskiej wersji językowej głos pod pilota podkładał znany polski kierowca rajdowy, Janusz Kulig. 